# Bikram Yoga
Bikram Yoga es un sistema de yoga que Bikram Choudhury sintetizó a partir de técnicas de hatha yoga tradicional y popularizó a partir de principios de 1970. Todas las clases de yoga Bikram tienen una duración de 90 minutos y consisten en la misma serie de 26 posturas, incluyendo dos ejercicios de respiración.  Bikram Yoga se practica idealmente en una habitación calentada a 40.6 °C (≈105 °F) con una humedad del 40%. Todas las clases de Bikram son oficialmente sólo impartidas por maestros certificados de Bikram, que han completado nueve semanas de entrenamiento intensivo aprobado por Bikram. Los maestros certificados Bikram están obligados a recitar el diálogo Bikram literalmente en todas las clases de Bikram mientras está de pie en un podio en el frente de la habitación.

## Posturas

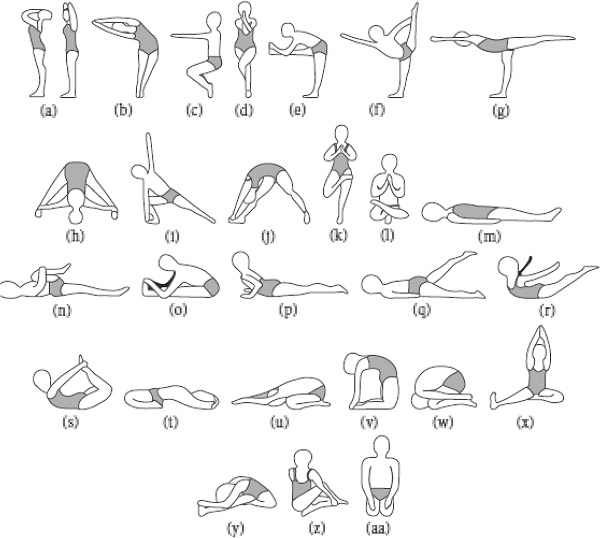
Secuencia de asanas (posturas) de la serie de Bikram yoga. Pranayama en pie (a), posturas en pie (b–l), savasana (m), posturas tumbado (n–z), kapalabati (aa) y savasana final (m)

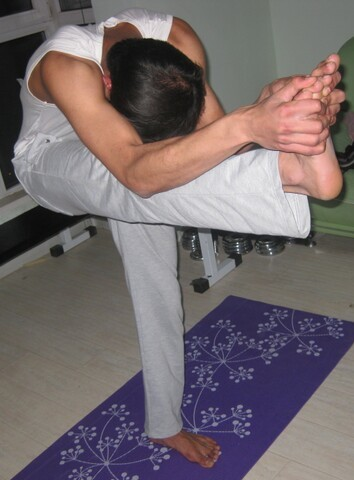
Las posturas de Bikram yoga incluyen asanas menos usadas por otras escuelas como Dandayamana-Janushirsasana

La serie de 26 posturas que se practican en una clase de Bikram Yoga son las siguientes:
- Respiración Pranayama (Respiración profunda de pie).
- Ardha-Chandrasana con Pada Hastasana (Posición de la media luna con manos a los pies)
- Utkatasana (Posición rara)
- Garudasana (Posición del águila)
- Dandayamana-Janushirasana (De pie, frente a la rodilla)
- Dandayamana-Dhanurasana (Posición en arco, de pie)
- Tuladandasana (Posición del poste balanceándose.)
- Dandayamana-Bibhaktapada-Paschimotthanasana (De pie, piernas separadas, estiramiento)
- Trikonasana (posición del Triángulo):
- Dandayamana-Bibhaktapada-Janushirasana  (De pie, piernas separadas, frente a la rodilla)
- Tadasana (posición de la montaña)
- Padangustasana (Parándote en la punta de los pies)
- Savasana (Posición del cuerpo muerto)
- Pavanamuktasana  (Posición removedora del viento)
- Abdominal
- Bhujangasana (posición de la cobra)
- Salabhasana (posición de la langosta)
- Poorna-Salabhasana (posición de la langosta completa)
- Dhanurasana (Posición del arco)
- Supta-Vajrasana (Posición fija y firme)
- Ardha-Kurmasana (Posición de la media tortuga)
- Ustrasana (Posición del camello)
- Sasangasana (Posición del conejo)
- Janushirasana con Paschimotthanasana (Frente a la rodilla con estiramiento)
- Ardha Matsyendrasana (Torsión de la espina dorsal)
- Kapalabhati in Vajrasana (Respiración de fuego)

## Controversias
En enero de 2016, su creador, el gurú Bikram Choudhury, fue condenado a pagar 6.4 millones de dólares por acoso sexual a su exempleada. Desde entonces, en Los Ángeles está siendo investigado por otros casos de posibles violaciones a antiguas alumnas.